# Daïra d'Annaba
La daïra d'Annaba est une circonscription administrative algérienne située dans la wilaya d'Annaba. Son chef-lieu est situé sur la commune éponyme d'Annaba.

## Communes
La daïra est composée de deux communes : Annaba et seraidi.